# 增福
增福（？年—？年），字履菴，他他拉氏，滿洲鑲藍旗額僧格佐領下人，雍正十三年乙卯科繙譯鄉試中式舉人，繙譯會試中式進士。

## 生平[1]
- 雍正十三年乙卯科繙譯鄉試中式繙繹舉人
- 刑部筆帖式
- 由官學生中式乾隆四年己未科第十六名繙譯進士[2]
- 乾隆八年-九年，任吏部堂主事
- 乾隆九年-十四年，任太僕寺員外郎
- 乾隆十四年-十五年，任吏部堂主事
- 乾隆十五年-二十年，任直隸多倫諾爾理事同知
- 乾隆二十年，總督方觀承保舉堪勝知府任，四月內引見奉旨補授江南潁州府知府
- 乾隆二十年-二十三年，任江蘇常州府知府
- 乾隆二十七年，任蘭州府知府
- 乾隆二十七年，捐任道員
- 乾隆三十年-三十三年，任霸昌道
- 乾隆三十三年，任熱河道
- 乾隆三十三年，加按察使銜
- 乾隆三十四年，任貴州按察使
- 乾隆三十四年-三十五年，任安徽按察使
- 乾隆三十五年-三十七年，任安徽布政使
- 乾隆三十七年-四十四年，任江蘇布政使
- 乾隆四十四年二月，用福建巡撫[3]